# Tetragnatha priamus
Tetragnatha priamus là một loài nhện trong họ Tetragnathidae.
Loài này thuộc chi Tetragnatha. Tetragnatha priamus được miêu tả năm 1987 bởi Okuma.